# 科地区福维尔
科地区福维尔（法語：Fauville-en-Caux，法語發音：[fovil ɑ̃ ko]）是法国滨海塞纳省的一个旧市镇，属于勒阿弗尔区。2017年1月1日，该市镇与邻近6个市镇合并为新市镇泰尔德科，科地区福维尔为新市镇行政中心。

## 地理
科地区福维尔（49°39'12"N, 0°35'29"E）面积8.11 平方千米，位于法国诺曼底大区滨海塞纳省，该省份为法国北部沿海省份，其西部及北部濒大西洋英吉利海峡，东起顺时针与索姆省、瓦兹省、厄尔省和卡爾瓦多斯省接壤。
与科地区福维尔接壤的市镇（或旧市镇、城区）包括：贝讷托、阿唐维尔、圣玛格丽特-叙福维尔。
科地区福维尔的时区为UTC+01:00、UTC+02:00（夏令时）。

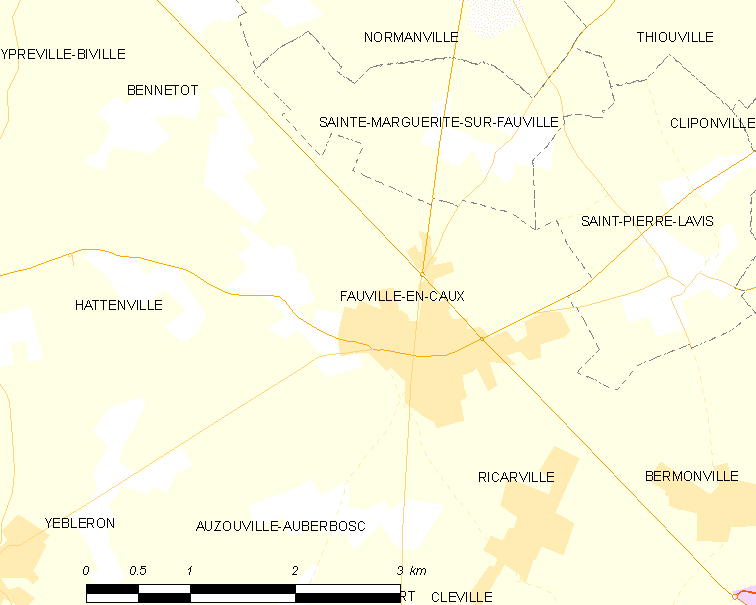
科地区福维尔的OSM定位图

## 行政
科地区福维尔的邮政编码为76640，INSEE市镇编码为76258。

## 政治
科地区福维尔所属的省级选区为科地区圣瓦勒里县。

## 人口

1962-2008年间科地区福维尔人口变化图示

科地区福维尔于2018年1月1日时的人口数量为2305人。